# Martinec Orehovički
Martinec Orehovički – wieś w Chorwacji, w żupanii krapińsko-zagorskiej, w gminie Bedekovčina. W 2011 roku liczyła 393 mieszkańców.